# Chiesa di San Martino di Tours (Ronco sopra Ascona)
La chiesa di San Martino di Tours è una chiesa prepositurale nel paese di Ronco sopra Ascona, in Canton Ticino, dedicata a San Martino di Tours.

## Storia
La costruzione, modificata nel corso del Seicento, è citata in documenti storici risalenti al 1498. L'edificio è comunque anteriore al 1492, anno a cui risale un ciclo affreschi datato e firmato da Antonio da Tradate.
In origine, la chiesa faceva probabilmente parte di un piccolo convento di Umiliati. Il campanile risale al 1563.

## Architettura

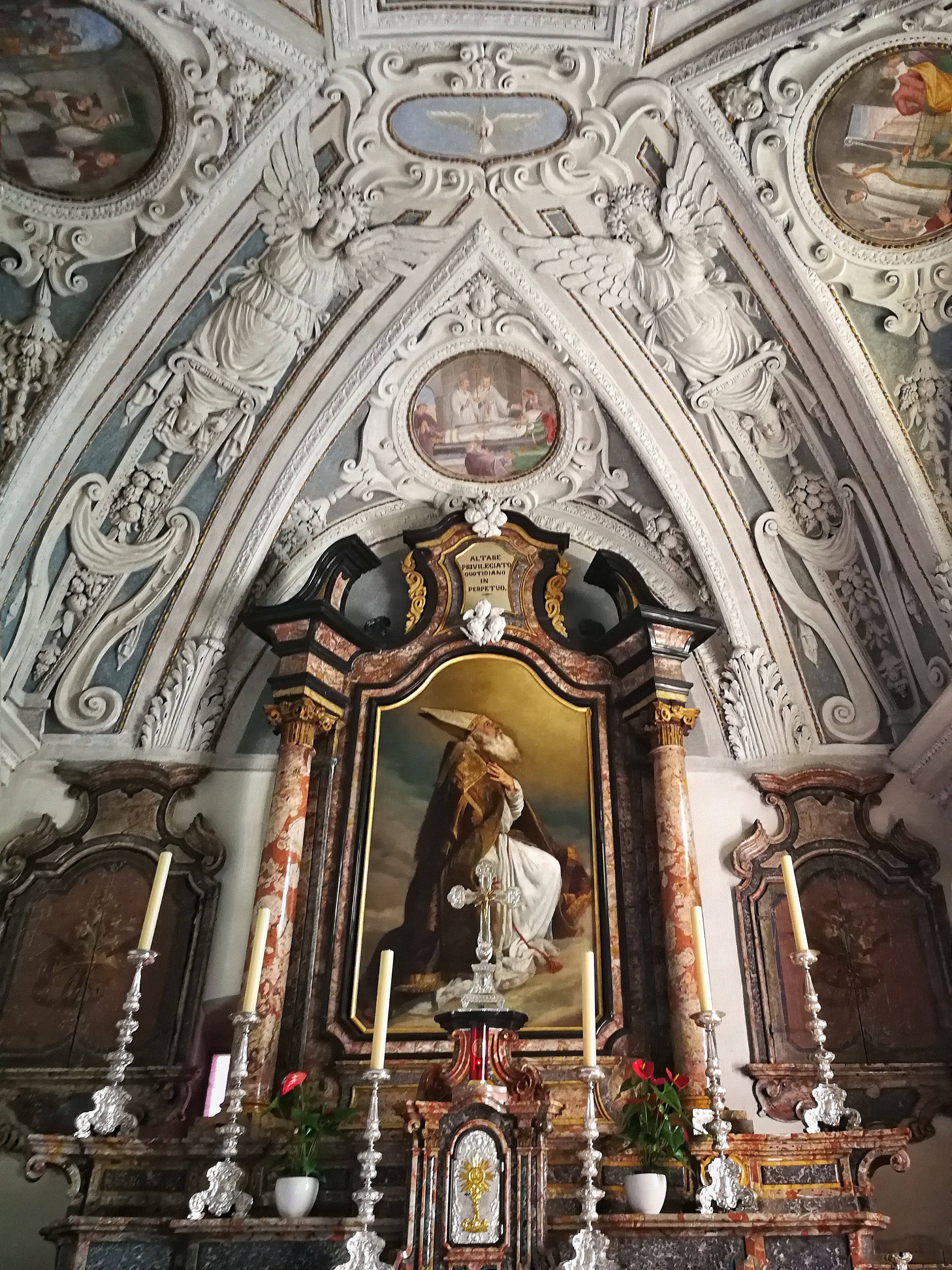
Veduta del presbiterio con la pala con San Martino di Antonio Ciseri

La chiesa si presenta con una pianta a unica navata, suddivisa in tre campate con volta a botte lunettata. La chiesa, dirimpetto alla casa della famiglia del pittore Antonio Ciseri, conserva due opere di quest'ultimo: nella prima campata a destra è un Sant'Antonio Abate, del 1868 circa, mentre nel presbiterio, con decorazione a stucchi tardo barocchi, è la pala con San Martino, del 1870 circa.